# What's a Nice Girl Like You...?
What's a Nice Girl Like You...? è un film per la televisione del 1971 diretto da Jerry Paris.
È un film commedia a sfondo drammatico statunitense con Brenda Vaccaro, Jack Warden e Roddy McDowall. È basato sul romanzo Shirley di Howard Fast.

## Produzione
Il film, diretto da Jerry Paris su una sceneggiatura e un soggetto di Howard Fast, fu prodotto da Norman Lloyd per la Universal TV.

## Distribuzione
Il film fu trasmesso negli Stati Uniti il 18 dicembre 1971 con il titolo What's a Nice Girl Like You...? sulla rete televisiva ABC.